# St. Vincent's-St. Stephen's-Peter's River
St. Vincent's-St. Stephen's-Peter's River is een gemeente (town) in de Canadese provincie Newfoundland en Labrador. De gemeente bestaat uit drie kustdorpen in het zuidoosten van het eiland Newfoundland.

## Geschiedenis
De gemeente St. Vincent's-St. Stephen's-Peter's River werd opgericht in 1971 als een local improvement district, waardoor de tot dan toe gemeentevrije dorpen St. Vincent's, St. Stephen's en Peter's River voor het eerst lokaal bestuur kregen.
In 1978 kreeg de gemeente het statuut van rural district, al werd dat lokaal bestuurstype reeds in 1980 afgeschaft en vervangen door dat van town.

## Geografie
De gemeente is gelegen in het uiterste zuiden van Avalon, het grote zuidoostelijke schiereiland van Newfoundland. Ze bestaat uit de dorpen St. Vincent's, St. Stephen's en Peter's River, dewelke allen aan de oevers van de St. Mary's Bay liggen.
De gemeente wordt in tweeën gedeeld door de Holyrood Pond, een langwerpig meer dat anderhalve kilometer breed is maar wel ruim 20 km lang. Aan de westzijde ervan ligt St. Vincent's en een eind ten oosten ervan ligt St. Stephen's. Ten oosten van St. Stephen's ligt nog Peter's River, aan de monding van de gelijknamige rivier.
De Holyrood Pond is in feite een haf, daar het van zee gescheiden wordt door een 200 m brede schoorwal. Via een minder dan 100 m brede opening, die bekendstaat als de Middle Gut, mondt de haf uit in zee. Over de Middle Gut ligt een brug waarover een belangrijke provinciale verbindingsweg loopt die onder andere de drie dorpen van St. Vincent's-St. Stephen's-Peter's River met elkaar verbindt. Het wegnummer verandert op deze brug, naar het noorden toe staat de weg bekend als Route 90 en naar het oosten toe als Route 10.
De dichtstbij gelegen naburige plaats is Gaskiers, op een rijafstand van 10 km ten noorden van St. Vincent's. In de andere rijrichting is de meest nabijgelegen plaats Daniel's Point, op 22 km rijden in oostelijke richting vanuit Peter's River.

## Demografie
De gemeente kende de voorbije decennia, net zoals het merendeel van de afgelegen gemeenten op Newfoundland, een dalende demografische trend. Tussen 1976 en 2021 daalde de bevolkingsomvang van 850 naar 263. Dat komt neer op een daling van 587 inwoners (-69%) in 45 jaar tijd.
| Demografische ontwikkeling van St. Vincent's-St. Stephen's-Peter's River tussen 1971 en 2021 |
| -------------------------------------------------------------------------------------------- |
|                                                                                              |
| Bron: Statistics Canada (1971–1986, 1991–1996, 2001–2006, 2011–2016, 2021)                   |

## Galerij

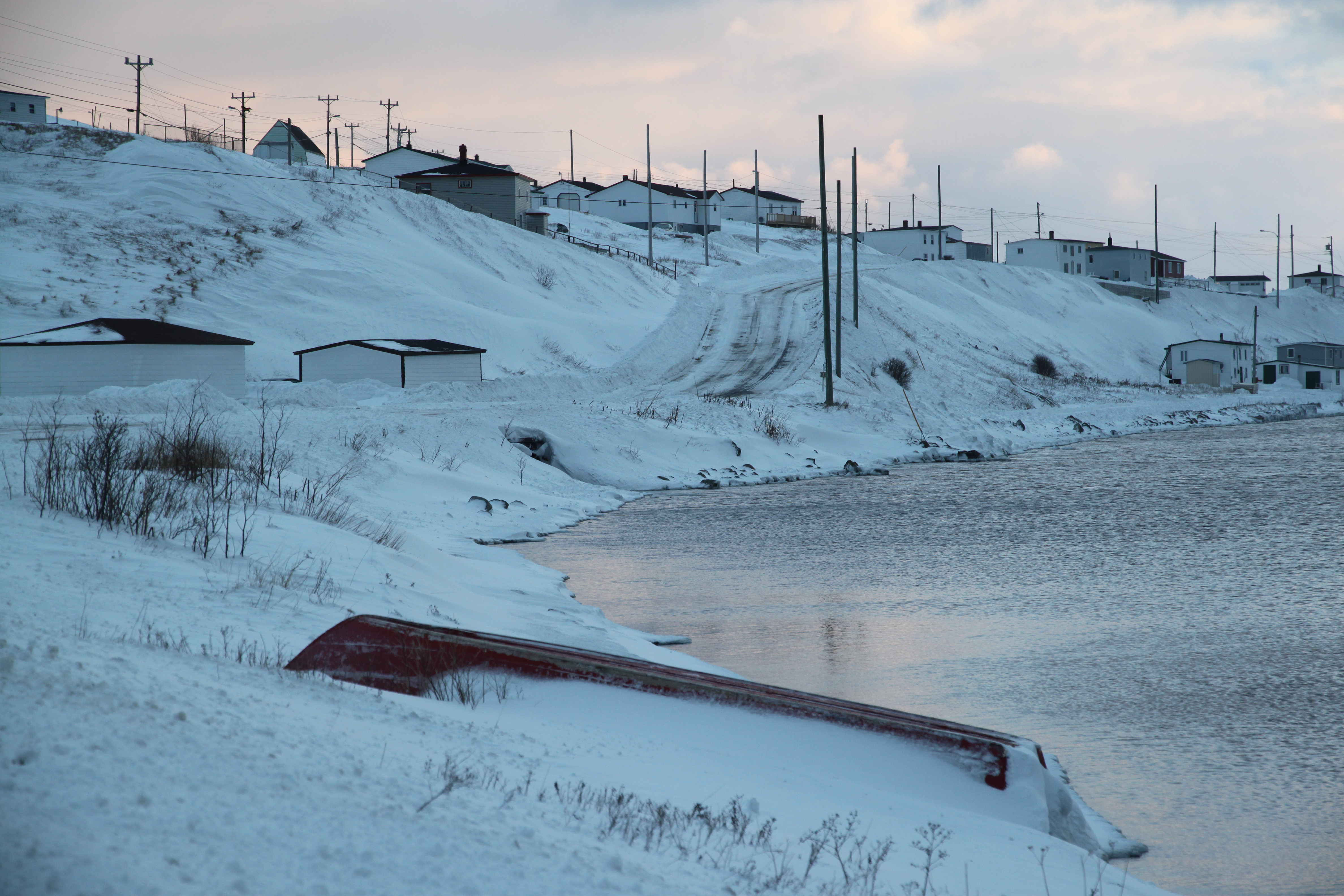
De dorpskern van St. Vincent's met rechts in beeld de Holyrood Pond
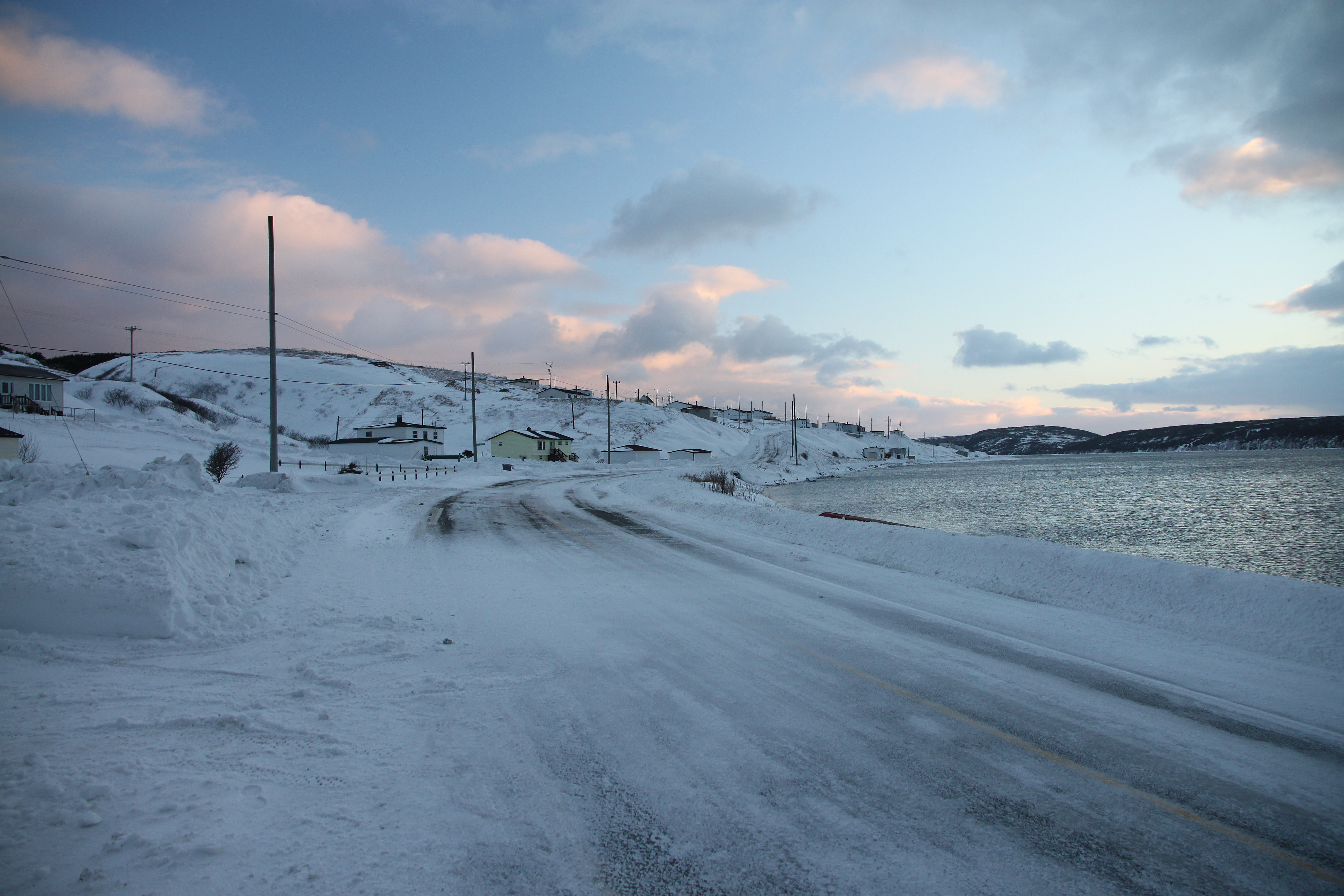
Route 90 bij het binnenrijden van St. Vincent's vanuit het oosten
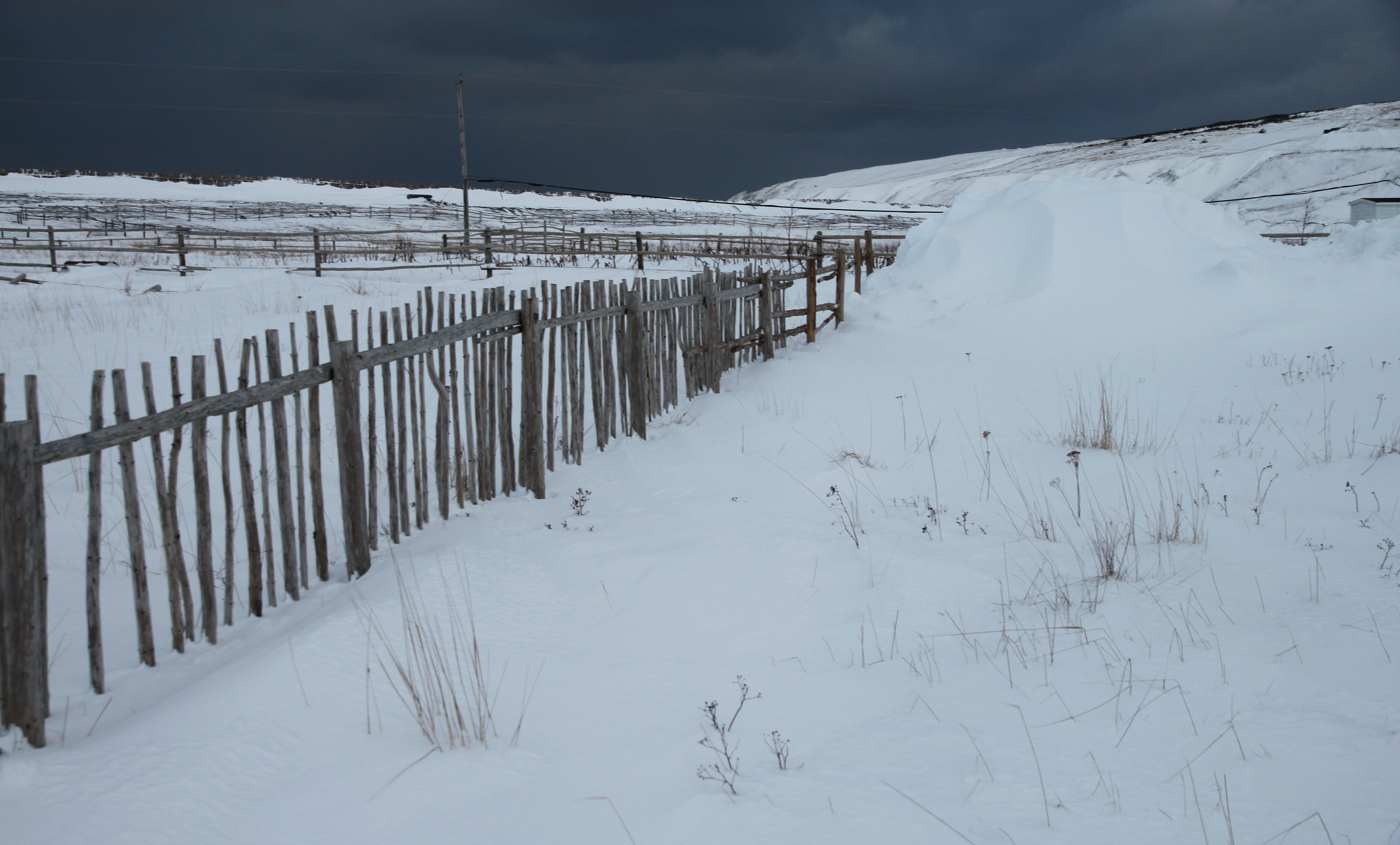
Landschap aan de rand van St. Vincent's